# 27e division d'infanterie (Allemagne)
Pour les articles homonymes, voir 27e division.
La  27e division d'infanterie est une des divisions d'infanterie de l'armée allemande (Wehrmacht) durant la Seconde Guerre mondiale.

## Création et différentes dénominations
Après la campagne de France, les éléments de la 27e division d'infanterie et les blindés des unités de réserves des 4e et 33e Panzer-Regiment sont restructurés pour former la 17e Panzerdivision, en novembre 1940, à Augsbourg, en Allemagne.

## Théâtres d'opérations
- 1er septembre au 6 octobre 1939 : Campagne de Pologne